# Philip Gore (4e comte d'Arran)
Pour les autres membres de la famille, voir Famille Gore.
Philip Yorke Gore, 4e comte d'Arran (23 novembre 1801 - 25 juin 1884), est un pair et un diplomate anglo-irlandais.

## Biographie
Né au château de Dublin, il est le fils aîné du colonel William John Gore, deuxième fils d'Arthur Gore (2e comte d'Arran), et son épouse Caroline, fille de Thomas Hales (4e baronnet).
En 1820, il est envoyé comme attaché à l'ambassade britannique à Stockholm, est transféré à Paris en 1825 et à Lisbonne un an plus tard. En 1828, il est promu secrétaire de légation à Buenos Aires où il est chargé d'affaires de 1832 à 1834. Il succède à son oncle Arthur comme comte en 1837 et est fait chevalier de l'Ordre de Saint-Patrick en 1841.
Lord Arran épouse Elizabeth Marianne Napier, deuxième fille de William Francis Patrick Napier, en 1838. Ils ont deux fils et trois filles. Il meurt en juin 1884 à l'âge de 82 ans. Son fils aîné Arthur Gore (5e comte d'Arran) lui succède. Lady Arran est décédée en 1899.